# فلسفة العلوم الاجتماعية

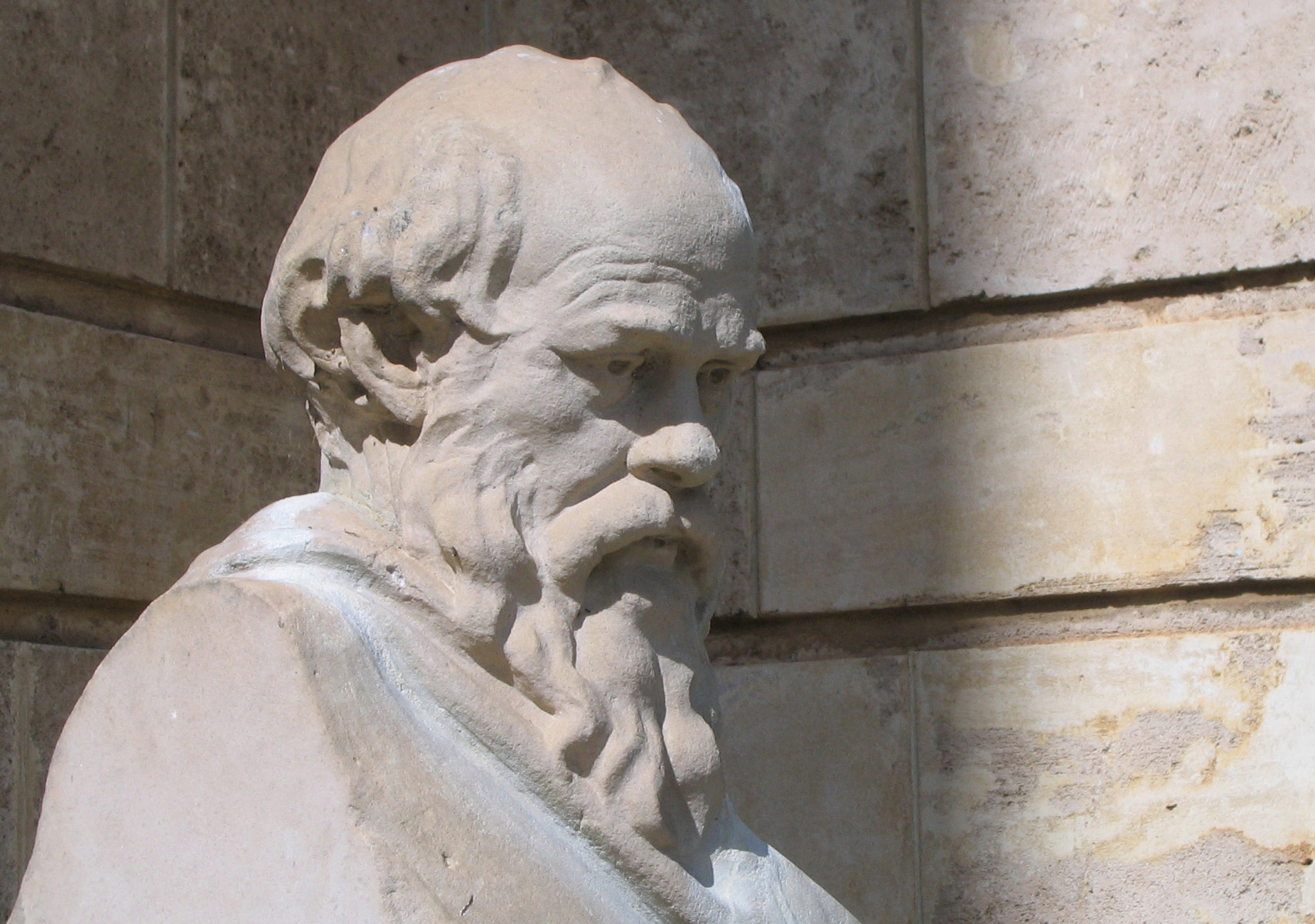

فلسفة العلوم الاجتماعية هي فرع من فروع الفلسفة التي تعنى بدراسة منطق ومنهجية العلوم الاجتماعية مثل علم الاجتماع وعلم الإنسان والعلوم السياسية.
يهتم فلاسفة العلوم الاجتماعية بدراسة جوانب التشابه والاختلاف بين العلوم الاجتماعية والعلوم الطبيعية، كما يهتمون بدراسة العلاقات السببية بين الظواهر الاجتماعية، بالإضافة إلى كيفيةِ وضعِ القوانينِ الْمُنَظِّمَةِ للمجتمع.

## أوغست كونت والفلسفة الوضعية
وصفَ كونت لأول مرة المنظور المعرفي للفلسفةِ الوضعية في كتاباته التي حملَت عنوان (دراسة في الفلسفة الوضعية) وهي سلسلة من الكتابات التي نُشرت بين عامي (1830-1842). وقد أعقبَ هذه النصوص كتاب نُشِرَ في عام 1848 بعنوان (نظرة عامة على الفلسفة الوضعية) وتم نشره باللغة الإنجليزية في عام 1865. تناولَت المجلدات الثلاثة الأولى من الدراسة بشكل رئيسي العلوم الفيزيائية الموجودة بالفعل (الرياضيات والفلك والفيزياء والكيمياء وعلم الأحياء)، في حين أكّدَ من خلال المجلدين الرابع والخامس على أن مجال العلوم الاجتماعية قادم بشكل حتمي. يمكن اعتبار كونت أول فيلسوف في العلوم بالمعنى الحديث للمصطلح بسبب ملاحظته للاعتماد المتبادل بين النظرية والبحث في العلوم وتصنيف العلوم بهذه الطريقة.
كان على العلوم الطبيعية -حسب رأي كونت- أن تظهر أولًا قبل أن تتمكن البشرية من توجيه جهودها نحو العلوم الأكثر تعقيدًا وأهمية للمجتمع البشري نفسه. كانت نظرته للفلسفة الوضعية الأهداف التجريبية للعلوم الاجتماعية تحدد بمزيد من التفصيل.
شرح كونت التطور (الثقافي-الاجتماعي) قائلًا: «أنّ أي مجتمع سيمر بثلاث مراحل خلال سعيه للحصول على الحقيقة وفقّا لقانون المراحل الثلاثة العام». تشبه هذه الفكرة وجهة نظر ماركس بأن المجتمع البشري سوف يتقدم نحو قمة الشيوعية. وربما لا يكون هذا مفاجئًا لأن كليهما تأثر بشكل عميق بالفيلسوف الاشتراكي المثالي (الطوباوي) هنري دي سان سيمون الذي كان مستشار ومعلم كونت في ذات الوقت. كانا كونت وماركس ينويان تطوير أيديولوجيا علمية علمانية جديدة في أعقاب العلمنة الأوروبية.
جاءت أفكار الفيلسوف هربرت سبنسر عن علم الاجتماع كرد فعل كبير على كونت. ومن دون جدوى حاول سبنسر بعد كتابته عن العديد من الاكتشافات في علم الأحياء التطوري إعادة صياغة صفات ما نسميه اليوم «النظرية الداروينية الاجتماعية» (على الرغم من أن سبنسر كان مؤيدًا اللاماركية وليس الداروينية).
بدأ المنهج الأكاديمي الحديث في علم الاجتماع بكتابات إميل دوركايم (1858–1917). ورغم أنَّ دوركايم رفضَ الكثير من التفاصيل المتعلقة بفلسفة كونت فقد أبقى عليها ونقّحَ أسلوبها، معتبرًا أن العلوم الاجتماعية هي استمرار منطقي للعلوم الطبيعية في مجال النشاط البشري، وأصرَّ على أنها قد تحتفظ بنفس الموضوعية والعقلانية ومنهجها السببي. أنشأ دوركايم أول قسم جامعي لعلم الاجتماع في أوروبا في جامعة بوردو في عام 1895. وكتبَ في نفس العام ضمن كتابه (قواعد السلوك الاجتماعي): «هدفنا الرئيسي هو نشر الفلسفة العقلانية العلمية في السلوك البشري، ما قد أُطلِقَ عليه اسم الفلسفة الوضعية هو مجرد نتيجة لهذه الفلسفة العقلانية». يمثل كتاب دوركايم (الانتحار) الذي نُشِرَ عام 1897 دراسة معدلات الانتحار بين الناس الكاثوليك والبروتستانت، ويعتبر الكتاب تحليل اجتماعي مميز بحسب علم النفس والفلسفة.
اِرتبطَ المنظور الوضعي بمذهب (العلموية) وهو المذهب الذي يُعبّر عن وجهة النظر القائلة بأنه يمكن تطبيق طرق العلوم الطبيعية على جميع مجالات الدراسة والتحقيق سواء كانت فلسفية أو علمية اجتماعية أو غير ذلك. فقدَت الوضعية الأرثوذكسية الكثير من شعبيتها بين معظم علماء الاجتماع والمؤرخين منذ فترة طويلة. يدركُ علماء العلوم الاجتماعية والفيزيائية اليوم التأثير السيء الذي نتج عن تحيز الباحثين والقيود الهيكلية في تلك العلوم. وقد تم تبسيط النظرة المشككة في المنهج العلمي من خلال ضعف الفلسفة الاستنتاجية للعلم بشكل عام من قبل فلاسفة مثل توماس كوهن وحركات فلسفية جديدة مثل الواقعية النقدية والبراغماتية المحدثة. وقد تبنى التكنوقراطيون (مؤيدو حكومة الكفاءات الذين يؤمنون بحتمية التقدم الاجتماعي من خلال العلم والتكنولوجيا) الفلسفة الوضعية أيضًا. وقد انتقدَ عالم الفلسفة والفيلسوف يورجن هابرماس الفلسفة العقلانية الأداتية المحضة لأنها تنصُّ على أن التفكير العلمي يصبح أمرًا أقرب إلى الأيديولوجية نفسها.
يُعتبر الفلاسفة دوركهايم وماركس وويبر آباء العلم الاجتماعي المعاصر. وقد تم تفضيل المنهج الوضعي في الفلسفة السلوكية في علم النفس على مر التاريخ.

## نظرية المعرفة
يوجد دائمًا في أي تخصص بعض الميول والتحيزات الفلسفية المسبقة ضمن مشاريع العلماء. تتضمن بعض هذه التحيزات طبيعة المعرفة الاجتماعية المسبقة وطبيعة الواقع الاجتماعي وطبيعة التحكم البشري في العمل. وقد اختلفَ المثقفون حول مدى محاكاة العلوم الاجتماعية للأساليب المستخدمة في العلوم الطبيعية. قال الفلاسفة الوضعيون الذين أسسوا العلوم الاجتماعية أنّه يجب دراسة الظواهر الاجتماعية من خلال الأساليب العلمية التقليدية. يرتبط المبدأ القائل بأنّه في النهاية يمكن اختزال جميع الظواهر إلى كيانات مادية وقوانين فيزيائية ارتباطًا وثيقًا بالمذهب العلموي والطبيعي والفيزيائي. رفض معارضو الفلسفة الطبيعية بمن فيهم دعاة فلسفة الفهم الحاجة إلى نهج تفسري لدراسة التصرفات البشرية والذي يعتبر أسلوبًا مختلفًا بشكل جذري عن العلوم الطبيعية. كانت المهمة الأساسية لفلسفة العلوم الاجتماعية هي التشكيك في مدى إمكانية وصف الفلسفة الوضعية بأنها (علمية) فيما يتعلق بأسس نظرية المعرفة. تكثر هذه المناظرات أيضًا داخل العلوم الاجتماعية المعاصرة فيما يتعلق بالفلسفة الذاتية والموضوعية والعلاقة المعنوية والعملية بين الناس لإجراء النظريات والبحوث. يدرس فلاسفة العلوم الاجتماعية المزيد من النظريات المعرفية والمنهجيات، بما في ذلك الفلسفة الواقعية، والفلسفة الواقعية النقدية، والذرائعية، والنظرية الوظيفية، والبنيوية، والتفسيرية (غير الوضعية)، والظاهراتية، وما بعد البنيوية.
على الرغم من أن جميع علماء الاجتماع الرئيسيين منذ أواخر القرن التاسع عشر قد وافقوا على أن أسس علم الاجتماع تواجه تحديات مختلفة عن التحديات المتعلقة بالعلوم الطبيعية، فإن القدرة على تحديد العلاقات السببية تتطلب نفس النقاشات التي تقام في النظرية العلمية. تعرضت الفلسفة الوضيعة في بعض الأحيان للرسوم الساخرة كنتيجة عن سذاجة الفلسفة التجريبية، ومع ذلك فإن للكلمة المكتوبة تاريخ ثري من التطبيقات تمتد من الفيلسوف كونت إلى أعمال دائرة فيينا وبعدهما. وعلى نفس المنوال إذا كانت الفلسفة الوضعية قادرة على التطابق مع الفلسفة السببية فعندئذٍ تكون عرضة لنفس النقد العقلاني الذي طرحه الفيلسوف كارل بوبر والذي تمت مناقشته بتفصيل من خلال أفكار الفيلسوف توماس كوهن عن تحول النموذج الفكري.
كان علماء التفسير في ألمانيا مثل فيلهيلم دلتاي أول من ميّز بين العلوم الطبيعية والاجتماعية (علوم الروح). أعطت هذه التقاليد ماكس فيبر وجورج سيميل الكثير من المعلومات عن الفلسفة التفسيرية (غير الوضعية)، واستمرت هذه الحالة مع النظرية النقدية. انتشر منذ ستينيات القرن الماضي ضعف عام في العلوم الاستنتاجية وذلك جنبًا إلى جنب مع تزايد نقد المنهج العلمي (ما يسمى أيديولوجية العلم).
قال يورجن هابرماس في كتابه منطق العلوم الاجتماعية (On the Logic of the Social Sciences) الذي نُشِرَ في عام 1967: «فشلت النظرية الوضعية للعلوم الموحدة والتي تختزل جميع العلوم في نموذج علمي طبيعي بسبب العلاقة القوية بين العلوم الاجتماعية والتاريخ. وكونها مبنية على فهم محدد لكل حالة يمكن تفسيره فقط على أساس التأويل، حيث لا يمكن الوصول إلى الواقع الموجود مسبقًا بالملاحظة وحدها». كانت النظرية الاجتماعية لفيرشتايند موضع اهتمام أعمال الفلسفة الظاهراتية، مثل كتاب ألفريد شوتز (الفلسفة الظاهراتية في العالم الاجتماعي) الذي نُشِرَ في عام 1932 وكتاب هانز جورج غادامير (الحقيقة والأسلوب) الذي نُشِرَ في عام 1960. وقد أظهرت الفلسفة الظاهراتية لاحقًا تأثيرًا في النظرية التي تركز على الفلسفة ما بعد البنيوية بشكل كبير.
أدى المنعطف اللغوي في منتصف القرن العشرين إلى الارتقاء بعلم الاجتماع الفلسفي بشكل كبير، وكذلك اكتساب وجهات نظر فلسفة ما بعد الحداثة المعرفة الاجتماعية. قدمَ الفيلسوف بيتر وينش نقدًا مهمًا للعلوم الاجتماعية في كتابه (فكرة العلوم الاجتماعية وعلاقتها بالفلسفة) الذي نُشِرَ في عام 1958. وقدمَ ميشيل فوكو نقدًا قويًا من خلال كتابه (تاريخ العلوم الإنسانية)، وذلك على الرغم من أنّ الفلاسفة هابرماس وريتشارد رورتي قالوا أنّ فوكو يقوم فقط بتبديل نظام فكري بآخر.
تتمثل إحدى المشاكل الأساسية في علم النفس الاجتماعي فيما إذا كان يمكن في نهاية المطاف فهم الدراسات المُنْجَزَة من حيث نوايا العمل الاجتماعي ونتائجه كما هو الحال مع علم النفس الشعبي، أو ما إذا كانت ستتم دراسة الحقائق الموضوعية والطبيعية والمادية والسلوكية دراسة خاصة. وتكتسب هذه المشكلة أهمية كبيرة بالنسبة للباحثين في العلوم الاجتماعية الذين يدرسون الظواهر العقلية الكيفية مثل الوعي والمعاني الترابطية والتصورات العقلية لأن رفض دراسة المعاني قد يؤدي إلى إعادة تصنيف مثل هذه الأبحاث على أنها غير علمية.
قد تكون التقاليد المؤثرة مثل النظرية النفسية الديناميكية ونظرية التفاعل الرمزي أول ضحايا هذا التحول في النظام الفكري. وقد أدّت القضايا الفلسفية الماثلة خلف هذه المواقف المختلفة إلى التزامات تجاه أنواع معينة من المنهجيات التي ترسم حدود خاصة لمؤيديها. ورغم ذلك أشارَ العديد من الباحثين إلى قلّة تحمل بعض المؤيدين العقائديين المتشددين لبعض الطرق أو لإحداها.
تبقى البحوث الاجتماعية شائعة وفعالة بشكل عملي فيما يتعلق بالمؤسسات والشركات السياسية. لقد ميز مايكل بوراوي الفرق بين علم الاجتماع العام والذي يركز بشدة على التطبيقات العملية، وعلم الاجتماع الأكاديمي أو المهني والذي يتضمن الحوار والنقاشات بين علماء الاجتماع والفلاسفة الآخرين.

## علم الوجود
تُشكل عوامل (الوكالة والبناء) نقاشًا مستمرًا في النظرية الاجتماعية: «هل تحدد الهياكل الاجتماعية سلوك الفرد أم تقوم الوكالة البشرية بذلك؟». يشير مصطلح (الوكالة) إلى قدرة الأفراد على التصرف بشكل مستقل واتخاذ القرارات بإرادة حرة، في حين يشير مصطلح (البناء) إلى العوامل التي تحد أو تؤثر على اختيارات وأفعال الأفراد (مثل الطبقة الاجتماعية والدين والجنس والعرق وما يماثلها). تتعلق المناقشات عن أولوية البناء أو الوكالة بجوهر علم الوجود الاجتماعي، «مما صُنع العالم الاجتماعي؟، وما هو مفهوم السبب في العالم الاجتماعي وما هو مفهوم التأثير؟». ومثّلَت إحدى المحاولات للتوفيق بين انتقادات فلسفة ما بعد الحداثة والمشروع الشامل للعلوم الاجتماعية تطويرًا للفلسفة الواقعية النقدية خاصة في بريطانيا. بالنسبة للفلاسفة الواقعيين النقديين مثل روي باسكار فإن الوضعية التقليدية ترتكز على (مغالطة معرفية) بسبب عدم الأخذ بعين الاعتبار الظروف الوجودية التي تجعل العلم متاحًا: أي البناء والوكالة.